# Badminton 1956
Höhepunkte des Badmintonjahres 1956 waren die All England, die Irish Open, die Scottish Open, die Denmark Open, die German Open, die Dutch Open und die French Open. In Portugal und Taiwan wurden erstmals nationale Titelkämpfe ausgetragen.
==Internationale Veranstaltungen ==
| Veranstaltung | Herreneinzel    | Dameneinzel           | Herrendoppel                           | Damendoppel                          | Mixed                             |
| ------------- | --------------- | --------------------- | -------------------------------------- | ------------------------------------ | --------------------------------- |
| All England   | Eddy Choong     | Margaret Varner       | Finn Kobberø Jørgen Hammergaard Hansen | Sue Devlin Judy Devlin               | Tony Jordan June Timperley        |
| Denmark Open  | Finn Kobberø    | Aase Schiøtt Jacobsen | Jørgen Hammergaard Hansen Finn Kobberø | Anni Jørgensen Kirsten Thorndahl     | Jørn Skaarup Anni Jørgensen       |
| French Open   | Gordon Rowlands | Maggie McIntosh       | A. C. Bahrée C. L. Yap                 | Marjory B. Forrester Maggie McIntosh | A. J. Malone Marjory B. Forrester |
| Malaysia Open | Ong Poh Lim     | Yang Weng Ching       | Ong Poh Lim Ismail Marjan              | Yang Weng Ching Oei Lin Nio          | Abdullah Piruz Chia Pik Sim       |